# Friedrich Randel
Friedrich Wilhelm Heinrich Christian Randel, auch Randell (* 1808 in Neustadt-Magdeburg; † 6. Februar 1886 in Berlin), war ein deutscher Porträt-, Genre- und Pferdemaler, Grafiker und Zeichner.

## Leben

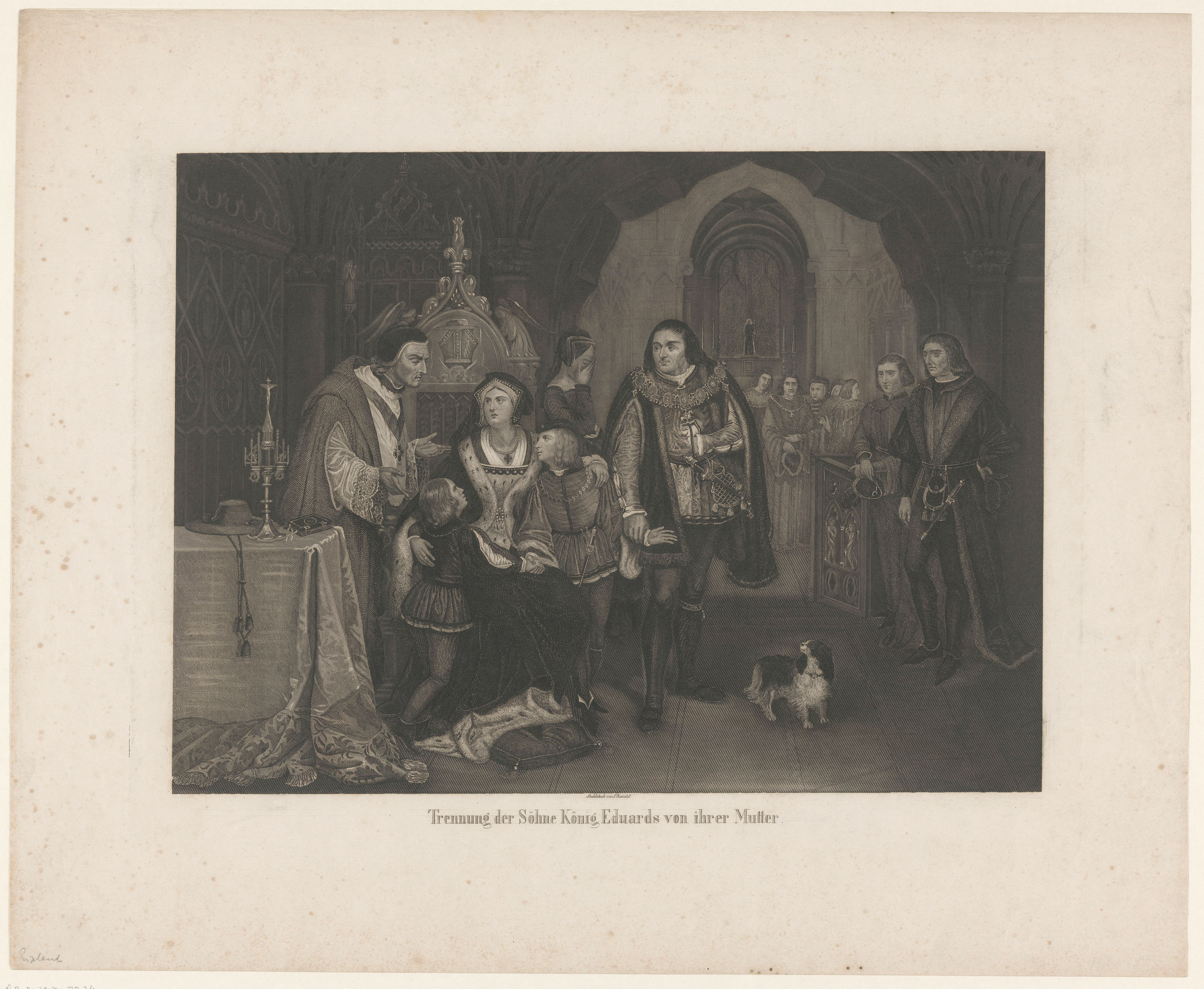
Trennung der Söhne König Eduards von ihrer Mutter, 1483, Stahlstich von Friedrich Randel

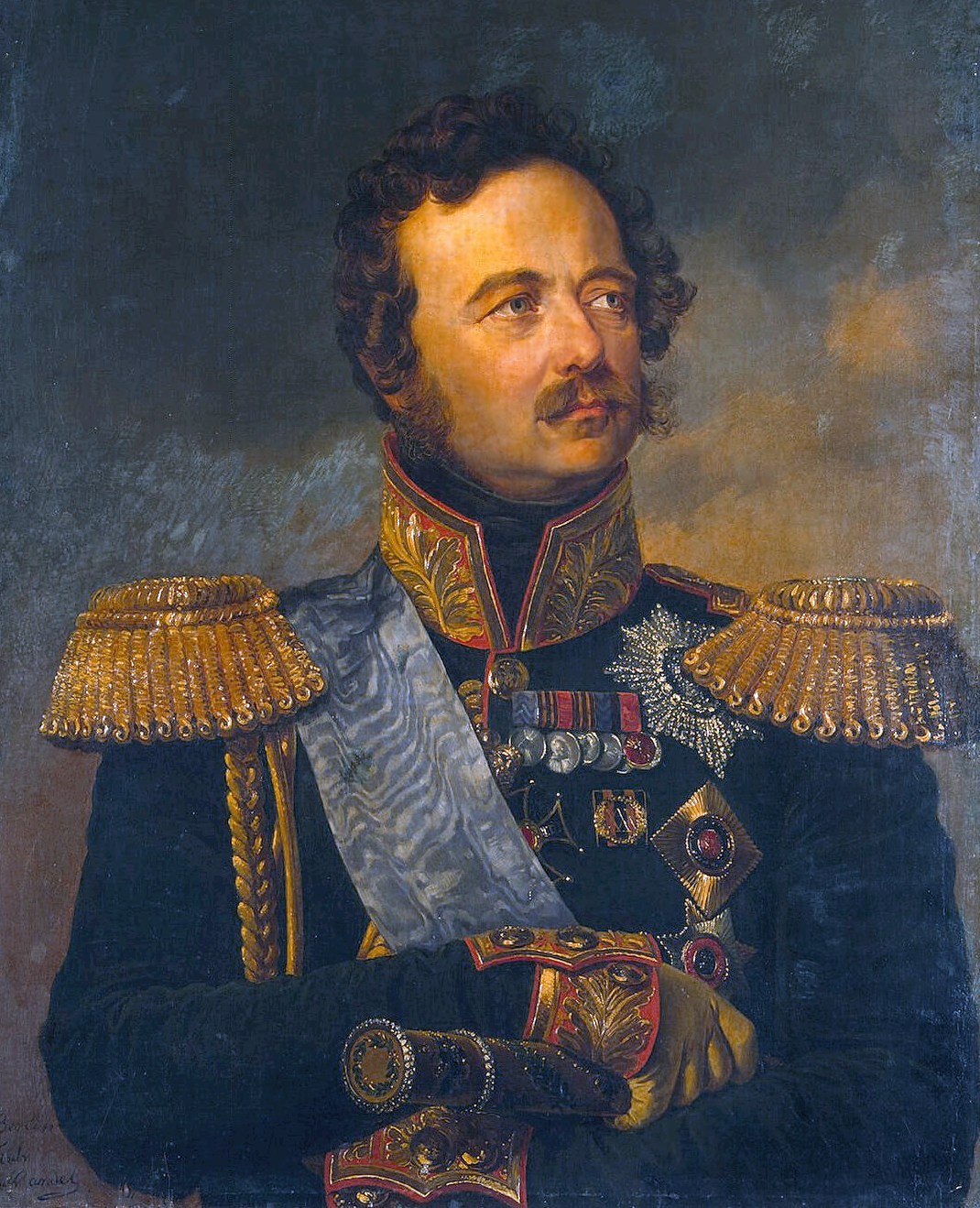
Bildnis des Grafen Iwan Fjodorowitsch Paskewitsch, Eremitage

Der Sohn eines Tischlermeisters war um 1834 Schüler von Franz Krüger in Berlin. Er lebte in Berlin, zeitweise hatte er ein Atelier in Magdeburg. Er malte in Öl und Pastell, außerdem schuf er Stahlstiche. Seit 1836 war er regelmäßig auf den Berliner Akademie-Ausstellungen vertreten, zuletzt im Jahr 1870. Der Kunsthistoriker Adolf Rosenberg fand, dass Randel das Tiermotiv der Dogge zu seinem speziellen Tiergenre erkoren habe.